# William Douglass (Ingenieur)
William Douglass (* 10. Januar 1831 in London; † 10. März 1923 in Penzance) war ein englischer Ingenieur, der 26 Jahre für Trinity House und von 1878 bis 1900 als Chefingenieur der Commissioners of Irish Lights (CIL) tätig war. Er baute eine Reihe von Offshore-Leuchttürmen und war für den Entwurf des zweiten Fastnet-Rock-Leuchtturms bekannt.

## Wirken
William Douglass entstammt einer alten schottischen Familie aus der Grenzregion, die seit dem 13. Jahrhundert in Northumberland ansässig war. Sein Vater, sein Bruder und sein Neffe waren als Architekten und Ingenieure im Design und Bau von Leuchttürmen in England, Irland und im Ausland sehr bekannt.
William Douglass machte eine Ausbildung bei Robert Stevenson, Chefingenieur der Leuchtturmabteilung des Trinity House, und fing nach seiner Ausbildung in der technischen Abteilung an. Zusammen mit seinem älteren Bruder James assistierte er bis 1858 seinem Vater Nicholas Douglass beim Neubau des Leuchtturms auf Bishop Rock.

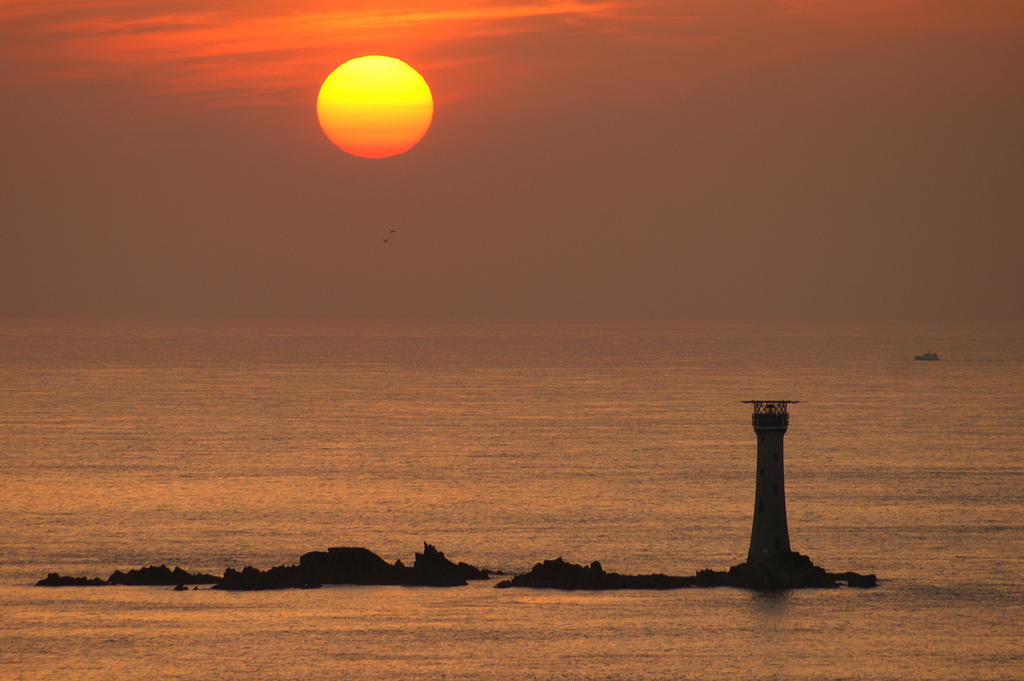
Les Hanois Leuchtturm auf Guernsey

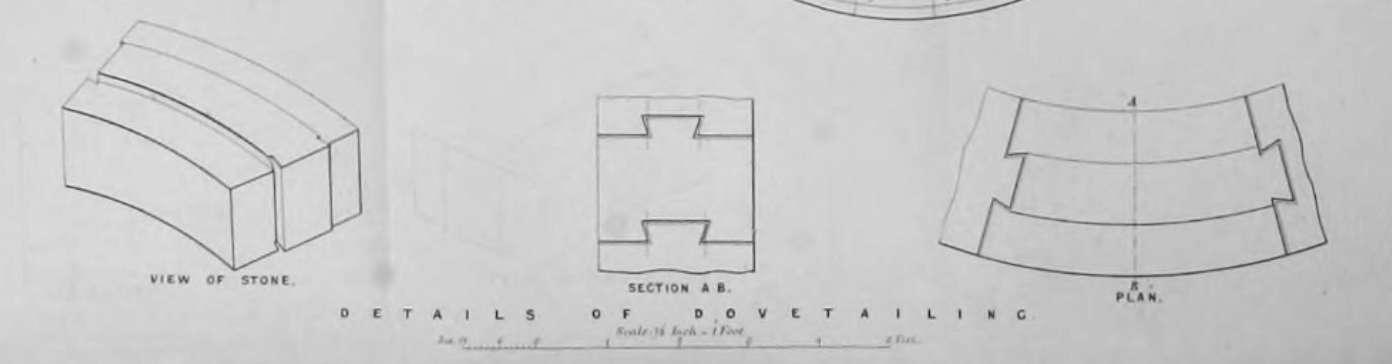
Detailzeichnung der Turmblöcke

Im Oktober 1859 wurde William zum verantwortlichen Ingenieur für den Aufbau eines Leuchtturms auf einem Felsen vor der Südwestküste von Guernsey berufen. Als ansässiger Ingenieur leitete er den Bau des Leuchtturm Les Hanois, nach einem Turmentwurf von James Walker, der auf der grundlegenden Entwurfsform von Robert Stevenson basierte. Er machte Änderungen, um Vorschläge seines Vaters Nicholas Douglass zu berücksichtigen – die Steine durch Schwalbenschwanzverbindungen in der Horizontalen und Vertikalen miteinander zu verbinden –, das erste Mal, dass diese Methode erfolgreich ausprobiert wurde. Der Leuchtturm wurde 1893 in Betrieb genommen. Die Kosten beliefen sich auf 25.296 £.
James Douglass, der Bruder von William, war zu dieser Zeit mit dem Bau des 41 m hohen Wolf Rock Lighthouse vor Land’s End beschäftigt, als James Walker 1862 starb und James zum neuen Chefingenieur von Trinity House ernannt wurde. William wurde von 1863 bis 1869 mit der Bauleitung hinzugezogen, um die Arbeiten am Leuchtturm in der Nähe vor Küste von Land’s End fortzusetzen. Am 19. Juli 1869 wurde er fertiggestellt und konnte erstmals im Januar 1870 in Betrieb gehen.

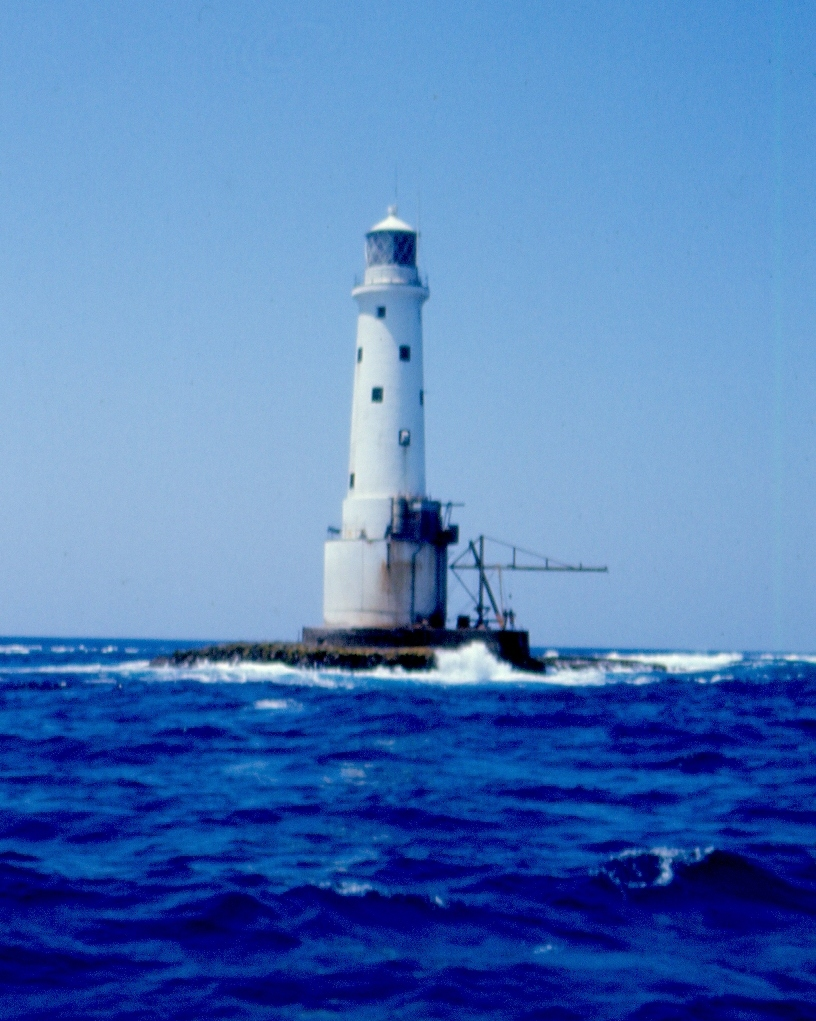
Leuchtturm Great Basses Reef, 1976

Das nächste Projekt war das Great Basses Reef Lighthouse, das das Board of Trade 1867 nach mehrfachen Versuchen und verursachten Kosten erneut vorschlug und in die Hände der Douglass-Brüder legte. Bruder James fertigte den Entwurf und William wurde zum leitenden Ingenieur ernannt und segelte 1869 im Auftrag des Imperial Lighthouse Service nach Ceylon. Der erste Stein, der in Schottland abgebaut worden war, wurde im Dezember 1870 vor Ort verbaut. Ende 1872 war der Turm fertiggestellt und die Leuchtturm-Optik wurde im März 1873 installiert.
Ein ähnlicher Turm wie Great Basses Reef Lighthouse wurde für Little Basses Reef angefordert und mit denselben Schiffen, Mannschaften und Arbeitern baute William einen zweiten Turm, der 1878 in Betrieb genommen wurde. Die Gesamtkosten beliefen sich auf 88.500 £

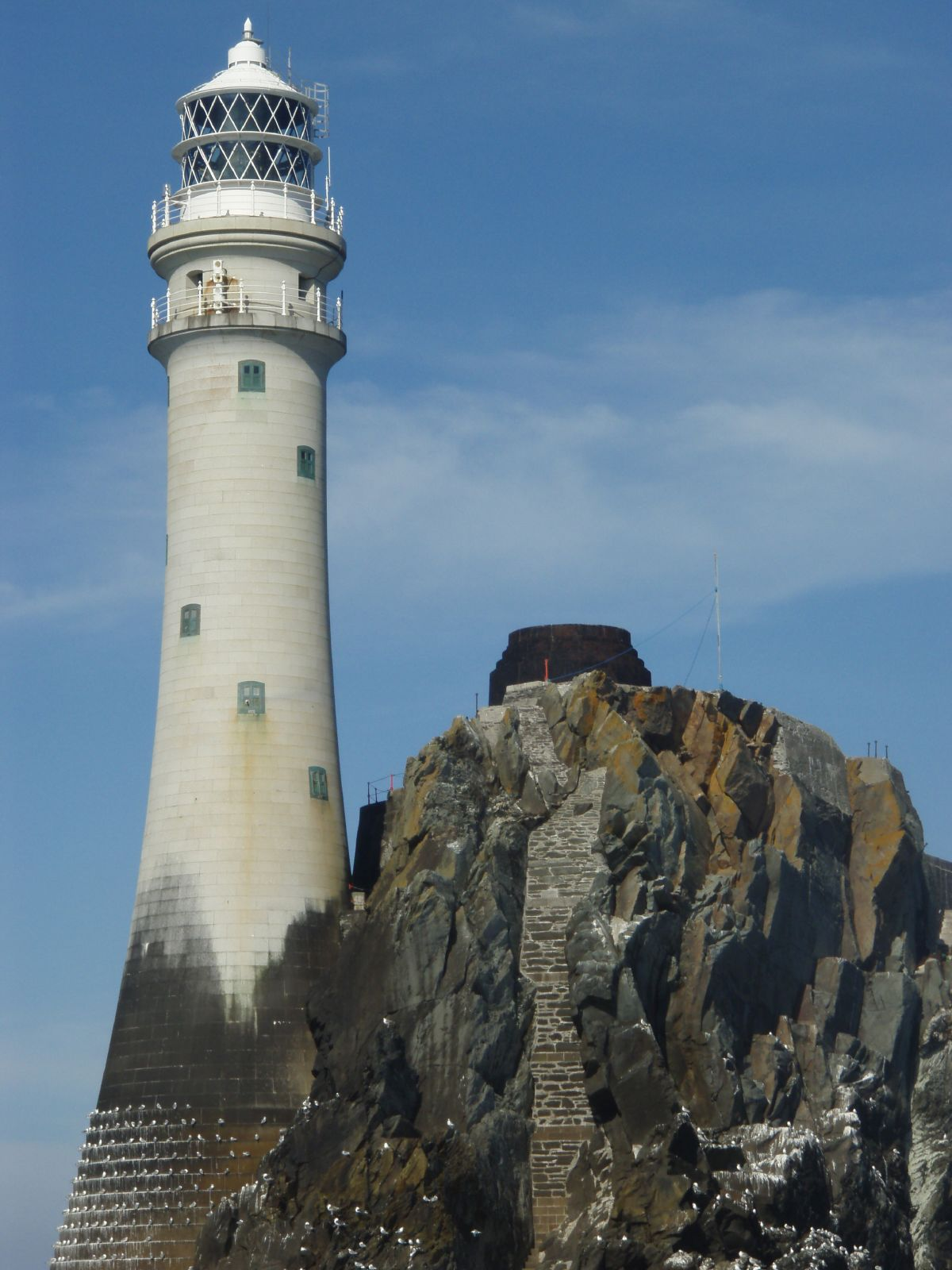
Der zweite Leuchtturm Fastnet Rock von W. Douglass

Nach 26 Dienstjahren bei Trinity House verließ William 1878 das Unternehmen, wurde Chefingenieur der Commissioners of Irish Lights und übernahm die laufenden Arbeiten und führte neue Technologien für verbesserte Nebelwarnsysteme, Ölbrenner usw. ein. Das größte Projekt war der neue Leuchtturm auf dem Fastnet Rock, den William Douglass entwarf und dabei die Fähigkeiten nutzte, die er erstmals beim Leuchtturm Les Hanois auf Guernsey erlernt hatte. Er verbrachte einige Zeit auf dem Felsen und überwachte den Bau der ersten Steine, doch sein Gesundheitszustand verschlechterte sich und er trat 1900 von seinem Posten zurück, obwohl der Turm noch unvollständig war. Die Fertigstellung dauerte fünf Jahre, am 24. Juni konnte der Leuchtturm in Betrieb gehen und von seinem Nachfolger Charles W. Scott an den CIL übergeben werden.

## Maritime Projekte
William Douglass arbeitete an verschiedenen Leuchtturmprojekten wie:
- Leuchtturm Les Hanois auf Guernsey (1859–1863)
- Wolf Rock Lighthouse, Cornwall (1863–1869)
- Great Basses Reef Lighthouse (1869–1873)
- Little Basses Reef Lighthouse (1874–1878)
- Irland CIL (1878–1900)
  - Mew Island Lighthouse, Copeland Islands (1882–1884)[3]
  - Fastnet Rock Lighthouse (1896–1900)
  - Blackhead Lighthouse (1899–1900) (Beendet 1902)[4]

## Privates
Während seiner Zeit in Penzance, einem Standort der Leuchtfeuerverwaltung von Trinity House, heiratete William Douglass 1868 seine Frau Jane, die Tochter von Henry Hodge, aus St. Levan. Aus dieser Ehe gingen vier Kinder, zwei Söhne und zwei Töchter, hervor. Nach seiner Pensionierung ließ sich William Douglass in Penzance nieder, wo er noch weitere 22 Jahre verbrachte. Er starb am 10. März 1923.